# Rhagades predotae
Rhagades predotae ist ein Schmetterling aus der Familie der Widderchen (Zygaenidae).

## Merkmale
Die Falter haben eine Vorderflügellänge von 9,0 bis 10,0 Millimeter. Zwischen Männchen und Weibchen gibt es keinen Unterschied in Größe und Färbung. Kopf, Thorax und Abdomen sind schwarz. Die Fühler bestehen aus 34 bis 36 Segmenten. Die Vorderflügel sind schwarz und haben einen typischen rotvioletten Glanz. Die Hinterflügel sind grauschwarz, die Diskalregion ist leicht durchscheinend. Bei den Männchen ist das spitz zulaufende Ende des Uncus schnabelförmig. Der distale Teil ist stark sklerotisiert, der basale Teil hat eine rechteckige Form. Tegumen und Vinculum haben die für die Untergattung typischen Merkmale: der hintere Teil des Tegumens hat eine charakteristische Einbuchtung, in der sich die Basis des Uncus befindet. Der Uncus besitzt eine stark sklerotisierte, abgeschnürte konische Spitze. Das Vinculum ist nicht sehr stark sklerotisiert. Die Valven sind länger und schmaler ausgebildet als bei Rhagades amasina. Der proximale Bereich ist rechteckig, das distale Ende der Valven ist ventral um zwei kleine zahnartige Spitzen erweitert. Der Aedeagus besitzt einen langen geraden Cornutus, gelegentlich sind noch ein oder zwei sehr kleine zahnartige Sklerotisierungen vorhanden. Das Ostium ist breit und schlitzförmig, die Präbursa ist stark sklerotisiert und hat distal eine ringartige Struktur. Der Ductus bursae ist seitlich angesetzt, schlank, durchscheinend und gewunden. Das Corpus bursae ist eiformig.
Rhagades amasina ist bräunlich schwarz, schimmert olivgrün und ist nur im östlichen Mittelmeerraum beheimatet. Das Dunkle Grünwidderchen (Rhagades pruni) ist mehr bläulich grün, hat keinen rotvioletten Glanz und kommt in Mittel-, Süd- und Ostspanien nicht vor. Beide Arten unterscheiden sich genitalmorphologisch sehr stark von Rhagades predotae.
Das Ei ist bisher unbeschrieben.
Die Raupe erreicht eine Länge von bis zu 14 Millimeter. Der Kopf ist dunkelbraun und mit einer hellbraunen Zeichnung versehen. Die Brustbeine sind schwarz, die Bauchbeine orange gefärbt. Der Rücken ist schwarz und beidseitig braun gefärbt. Die Seiten sind grauweiß, der Bauch ist gelb. Die Warzen auf dem Rücken sind braun und mit kurzen braunen Borsten versehen, die Warzen an der Seite sind dunkelbraun.
Die Puppe ist dunkelbraun, der Kokon ist weiß und eiförmig; er wird an einem Blatt der Nahrungspflanze angesponnen.

## Verbreitung
Rhagades predotae ist in Mittel-, Süd- und Ostspanien verbreitet. Besiedelt werden buschige Wiesen an Flüssen oder Quellen mit Bewuchs von Schlehdorn (Prunus spinosa).

## Biologie
Die Falter schwärmen vom späten Nachmittag bis zum Sonnenuntergang an den Futterpflanzen. Futterpflanzen sind Schlehdorn (Prunus spinosa) und Pyrus bourgeana.